# امره جان چشکون
امره جان چشکون (انگلیسی: Emre Can Coşkun؛ زادهٔ ۷ ژوئن ۱۹۹۴) بازیکن فوتبال اهل ترکیه است.
از باشگاه‌هایی که در آن بازی کرده‌است می‌توان به باشگاه فوتبال گالاتاسرای، باشگاه فوتبال آلانیا اسپور، و باشگاه فوتبال دنیزلی اسپور اشاره کرد.
وی همچنین در تیم‌های ملی فوتبال Turkey national under-19 football team، زیر ۲۰ سال ترکیه، و زیر ۲۱ سال ترکیه بازی کرده‌است.